# Trận đồn Mã Cao (1887)
Trận đồn Mã Cao xảy ra ngày 2 tháng 2 năm 1887, và kết thúc vào buổi tối cùng ngày; là một trận đánh lớn trong cuộc khởi nghĩa Ba Đình (1886-1887) ở Việt Nam. Sau trận này, nghĩa quân Ba Đình trở nên suy yếu, và tan rã sau đó không lâu.

## Thông tin liên quan
Năm 1886, trong cuộc họp quân sự tại làng Bồng Trung (nay thuộc xã Vĩnh Tân), huyện Vĩnh Lộc, tỉnh Thanh Hóa; các thủ lĩnh Cần Vương thấy cần phải lập một số đồn quân đóng vai trò hỗ trợ căn cứ chính là Ba Đình (nay thuộc xã Ba Đình, huyện Nga Sơn, tỉnh Thanh Hóa).
Vì vậy mà sau cuộc họp, Trần Xuân Soạn đến lập căn cứ ở Quảng Hóa, Cao Điển đến lập căn cứ ở Phi Lai, Hà Văn Mao đến lập căn cứ ở Mã Cao (nằm ở phía tây bắc căn cứ chính Ba Đình), mà người dân địa phương quen gọi bằng ba cái tên, đó là đồn Mã Cao (hay Ma Cao), đồn Bản Xưa, hay đồn Quan Tả.
Lúc bấy giờ Mã Cao là một làng nhỏ, có khoảng vài chục hộ nằm cạnh bờ sông Cầu Chày thuộc xã Đa Ngọc, tổng Khoái Lạc (nay là xã Yên Giang, huyện Yên Định, tỉnh Thanh Hóa). Nơi đây tiếp giáp với 4 huyện và 1 tổng là: Vĩnh Lộc (ở phía bắc), Cẩm Thủy, Ngọc Lặc (đều ở phía tây), Thọ Xuân, Thiệu Hóa (đều ở phía nam) và tổng Bái Châu (ở phía đông); thuận lợi cho việc giao thông, liên lạc và cơ động hành quân xuống miền đồng bằng, miền biển hay rút lên miền núi. Ngoài ra, nơi đây còn có sông Bèo, sông Sên bao bọc đã tạo nên hệ thống chiến hào tự nhiên. Và nếu phá cầu Đa Nẫm, thì toàn bộ phía đông, phía nam sẽ không có đường vào Mã Cao .
Theo một số nhà nghiên cứu, thì ngoài địa thế núi rừng hiểm trở, hệ thống công sự ở đây cũng rất kiên cố, được bố trí rải rác trên địa bàn rộng khoảng 3 km. Có thể nói đây là căn cứ lớn thứ hai sau căn cứ Ba Đình, là nơi rút quân một khi căn cứ Ba Đình bị phá vỡ .
Mặc dù đồn Mã Cao được bí mật thành lập, nhưng đối phương vẫn dò la được. Biết Hà Văn Mao là người đứng đầu ở đây, quân Pháp đi bắt mẹ và con trai của thủ lĩnh Mao đem về thành tỉnh Thanh Hóa, rồi gọi ông ra hàng. Tương kế tựu kế, ông đưa tin là sẽ ra hàng tại đình La Hán. Viên Công sứ Pháp ở tỉnh liền cử Đồn trưởng Pháp ở Điền Lư (nay thuộc huyện Bá Thước, tỉnh Thanh Hóa) cùng khoảng trăm quân đến nơi hẹn. Khi quân Pháp đi vào chỗ đường hẹp, bất ngờ quân khởi nghĩa xông ra đánh, làm cho quân Pháp phải bỏ chạy tán loạn. Sau, Hà Văn Mao còn dẫn quân tập kích đồn La Hán, gây cho quân Pháp một số thiệt hại, trước khi họ mở cuộc hành quân quy mô vào đánh phá Mã Cao .

## Trận đồn Mã Cao
Đầu năm 1887, trước sức mạnh áp đảo của quân Pháp, nghĩa quân ngày càng bị hao tổn và cô lập. Biết không thể giữ được căn cứ Ba Đình, Đinh Công Tráng, Phạm Bành cùng các thủ lĩnh khác, như Hoàng Bật Đạt, Nguyễn Khế, Nguyễn Toại,...đã cho quân rút lui về đồn Mã Cao vào đêm 20 tháng 1 năm 1887 .
Đến nơi, chưa kịp củng cố lực lượng, đã bị quân Pháp đuổi theo truy kích. Dưới quyền chỉ huy của Trung tá Metzanhzơ (Metzinzer) và Trung tá Đôt (Dodds), đông đảo quân Pháp chia làm hai mũi tiến chậm chạp lên Mã Cao. Vì không rành đường, lại vừa đi vừa đánh phá các ổ phục kích, nên đến ngày 2 tháng 2 năm 1887, họ mới đến được đồn chính. Mở đầu, quân Pháp vừa nã đại bác dữ dội vào các công sự ở bên trong và bên ngoài căn cứ, vừa khép chặt vòng vây. Suốt một buổi chiều hôm ấy (ngày 2 tháng 2), hai bên đánh nhau rất ác liệt. Cuối cùng, thấy không đủ sức kháng cự, lợi dụng lúc đêm tối, các thủ lĩnh đành phải cho quân rút lên Thung Voi, Thung Khoai....
Tàn trận, số thiệt hại đôi bên không rõ.

## Sau khi đồn thất thủ
Sau khi đồn Mã Cao thất thủ, một thuộc hạ của Hà Văn Mao là Cai tổng Nguyễn Văn Trành  đã mổ bụng tử tiết. Phần Hà Văn Mao, ông dẫn quân Mã Cao chạy lên châu Quan Hóa ở phía tây bắc của tỉnh Thanh Hóa. Cuối năm 1887, quân của ông lại bị vây quét và bị thiệt hại nặng ở Điền Lư, Niên Kỷ (nay thuộc huyện Bá Thước, tỉnh Thanh Hóa). Giải tán nghĩa quân xong, thủ lĩnh Hà Văn Mao đã vào rừng tự sát .
Như vậy, hết căn cứ Ba Đình tới căn cứ Mã Cao và một số căn cứ khác nối tiếp nhau thất thủ; cuộc khởi nghĩa Ba Đình kể như thất bại vào khoảng cuối năm 1887.

## Sách tham khảo chính
- Đinh Xuân Lâm-Nguyễn Văn Khánh-Nguyễn Đình Lễ, Đại cương lịch sử Việt Nam (Tập 2). Nhà xuất bản Giáo dục, 2006.
- Hoàng Văn Lân-Ngô Thị Chính, Lịch sử Việt Nam (cuối 1858-cuối XIX), Quyển 3, Tập 1, Phần 2. Nhà xuất bản Giáo dục, 1979.
- Hoàng Huyên, Tống Duy Tân, cuộc đời và thơ văn. Nhà xuất bản Văn hóa, 2007.